# Deportivo Anzoátegui
Deportivo Anzoátegui är en proffsfotbollsklubb från Venezuela och staden Puerto La Cruz.

## Historia
Deportivo Anzoátegui grundades 9 november 2002 av Juan Periera och fick plats i Venezuelas tredjedivision. Under sin första säsong blev klubben uppflyttad utan att förlora en match. I Segunda División spelade klubben i fyra säsonger innan man blev uppflyttade 2006/2007 då Primera División utökades från 10 till 18 lag.
2008 tog laget sin första titel då man vann Copa Venezuela efter att ha besegrat Estudiantes de Mérida i finalen med totalt 3-1.